# Sukhoi

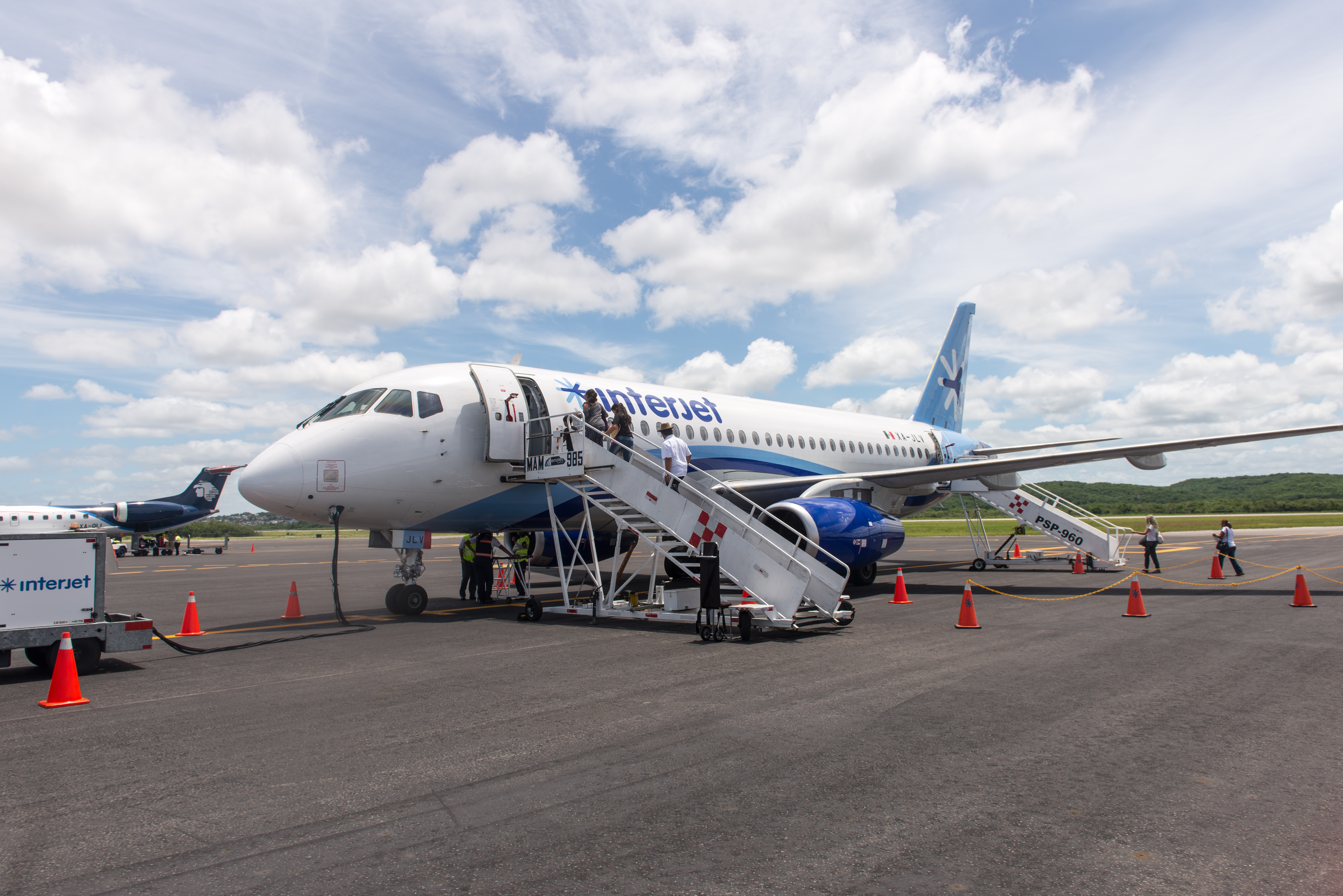
Sukhoi Superjet 100 (Campeche, Mexico) 2015

Sukhoi (in russo ПАО «Компания „Сухой“»?, PAO «Kompanija „Suchoj“») è un'azienda aerospaziale sovietica e, in seguito, russa, con sede a Begovoj, nel Distretto amministrativo settentrionale a Mosca.
Le origini dell'azienda risalgono al 1939 quando Pavel Osipovič Suchoj fu messo a capo di un proprio OKB (Opytnoe Konstruktorskoe Bjuro, ufficio sperimentale di progettazione), dopo le precedenti esperienze maturate nello TsAGI, all'epoca guidato da Andrej Nikolaevič Tupolev; in epoca odierna si occupa sia del settore civile che quello militare dell'aviazione.
Il governo russo unì Sukhoi con Ilyushin, Irkut, Tupolev e Yakovlev sotto un unico gruppo chiamato OAK.

## Storia
Le origini della compagnia risalgono al gruppo n.4 del AGOS, creato dallo TsAGI, una struttura che si occupava della progettazione di aeroplani e idrovolanti e ne realizzava i  prototipi. Il gruppo di lavoro fu affidato a Sukhoi nell'ottobre del 1930. È a questo punto che il futuro OKB, prese forma.
I seguenti nove anni portano l'OKB a produrre i caccia sperimentali I-3, I-14 e DIP; si occupò inoltre dell'RD (Record Dal'nosti o ANT-25), un aeroplano usato per infrangere primati sulla lunga distanza: pilotato da Čkalov arrivò fino a Vancouver mentre Gromov con altri, partendo da Mosca giunsero a San Jacinto, in California, passando per il Polo: 10 148 km coperti in 62 ore e 17 minuti.
Il gruppo di Suchoj si occupò poi del progetto del bombardiere a lungo raggio DB-2 (Dal'nyj Bombardirovschik, bombardiere a lungo raggio), una versione modificata del quale, indicata come un ANT-37bis e battezzata in russo Родина?, Rodina (terra natale), tra il 24 ed il 25 settembre 1938 affidata all'equipaggio tutto femminile composto dal comandante Valentina Stepanovna Grizodubova, il copilota Polina Denisovna Osipenko e navigatore Marina Michajlovna Raskova, stabilì un record mondiale di distanza per equipaggi femminili percorrendo i 5 908 km che separavano Mosca da Kerbi, nell'estrema regione orientale dell'Unione Sovietica prima di effettuare un atterraggio d'emergenza.
Seguì il progetto dell multiruolo BB-1 (Bližnyj Bombardirovščik, bombardiere a corto raggio), conosciuto dopo la guerra col nome di Su-2, che fu il primo aereo progettato Suchoj ad essere prodotto in grande serie (910 aeroplani) e nelle versioni a corto raggio e ricognitore d'artiglieria prese parte attiva nella grande guerra patriottica.
Per far partire la produzione del BB-1, una risoluzione del governo datata 29 luglio 1939 nominò Suchoj ingegnere capo dell'OKB. Cosicché egli e i suoi uomini vennero trasferiti alla fabbrica di aeroplani numero 135 a Charkiv.

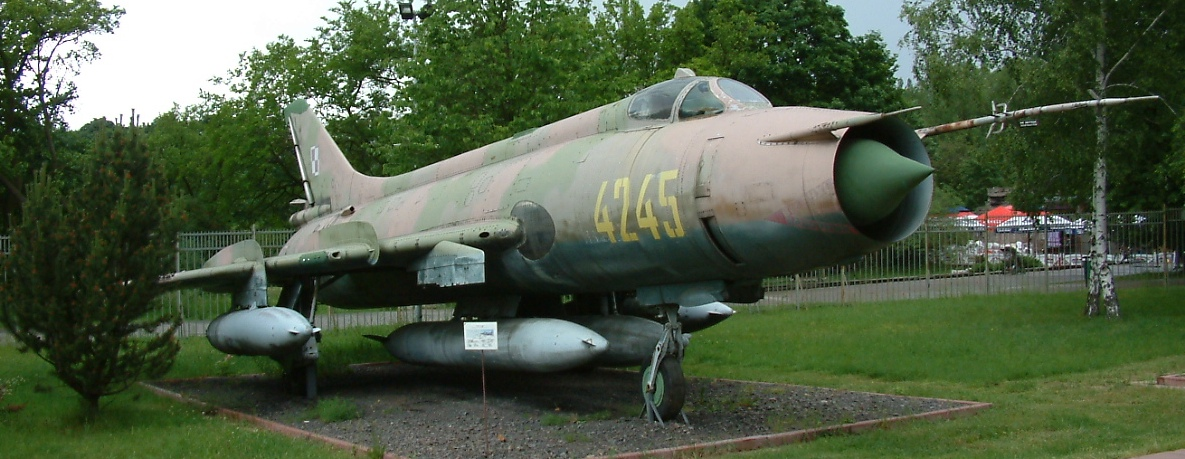
Un Su-20 polacco fuori servizio

Gli sforzi del bureau erano focalizzati nello sviluppo di nuove versioni del Su-2; nella costruzione di un prototipo del Su-6, un aeroplano corazzato d'attacco al suolo, sia biposto che monoposto, per il quale Sukhoj fu insignito della stella di Stalin di primo livello nel 1943; nella costruzione del caccia Su-1 (Su-3); del prototipo dell'aereo corazzato d'attacco al suolo Su-8; degli aerei a motorizzazione mista Su-5 ed Su-7.
Agli inizi del 1945, lo OKB fu incaricato di sviluppare e costruire gli aviogetti da caccia designati come Su-9, Su-15, Su-17, il bombardiere a reazione Su-10 ed il bimotore a pistoni da ricognizione Su-12.
Il bombardiere Tu-2 fu modificato per essere messo in produzione anche come addestratore (UTB-2); inoltre fu concepito anche come aereo passeggeri e trasporto di truppe. Fu anche iniziato il progetto del Su-14, un jet d'attacco, ed un numero imprecisato di altre idee.
I primi cinque anni del dopoguerra videro l'OKB creare ed introdurre il primo aereo con sistema di controllo a razzo dell'Unione Sovietica, il primo parafreno (paracadute usato come freno in atterraggio), il primo seggiolino eiettabile ed il primo abitacolo pressurizzato.

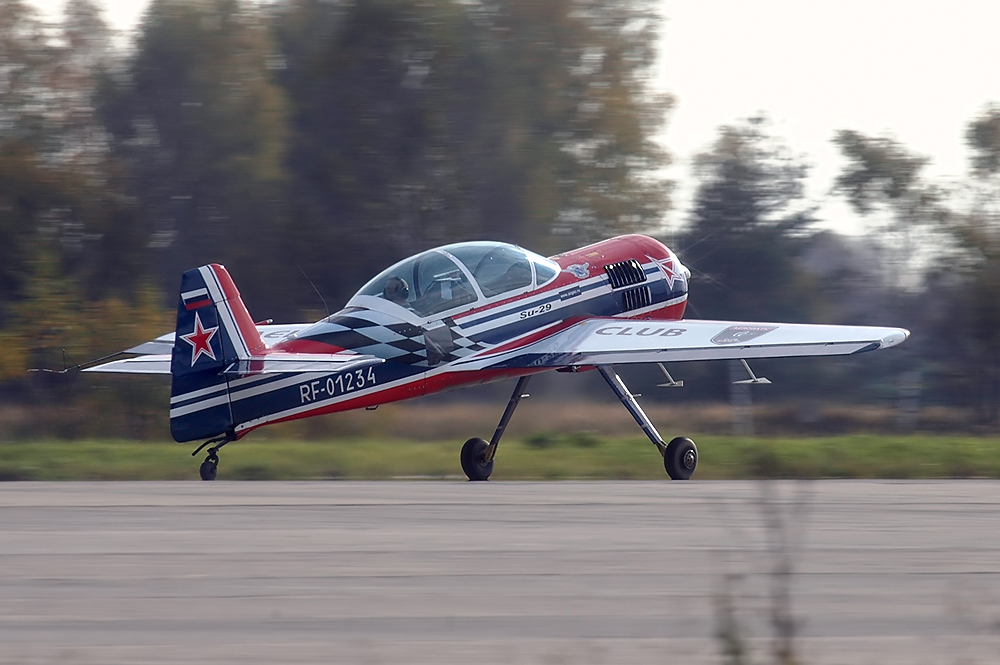
Un Sukhoi Su-29 durante uno show acrobatico

Nel novembre del 1949, un'altra risoluzione del governo sciolse il Design Bureau che non risorse prima del maggio 1953, quando gli fu assegnata una nuova fabbrica. L'OKB assunse nuova linfa dall'avvento dell'era supersonica. Questo fu il motivo per il quale i primi progetti del rinato ufficio tecnico furono l'S-1 ed il T-3. L'S-1 fu il prototipo del Su-7 e perciò del Su-17 che divenne il primo aereo con ala a geometria variabile dell'Unione Sovietica. Il T-3 invece divenne la piattaforma di sviluppo del primo sistema d'arma missilistico antiaereo sovietico, il Su-9-51 ed i seguenti Su-11-8M e Su-15-98.
Negli anni sessanta, la lista degli aerei prodotti si allunga. Nel 1962 fu lanciato il progetto per costruire un aeroplano da ricognizione supersonico, il T-4, il cui primo volo cominciò il 22 agosto 1972. Questo aereo montava il primo sistema fly-by-wire dell'Unione Sovietica, insieme ad un sistema di controllo della manetta automatizzato ed una carena di titanio ed acciaio a lunga tenuta.
Nel 1969 il Su-24, un cacciabombardiere biposto a geometria variabile, compì il suo primo volo come primo bombardiere ognitempo. Prodotto in numerose versioni è ancora impiegato dall'aviazione di Russia ed altri paesi.
Nel 1975 fece il suo ingresso il Su-25, corazzato d'attacco anticarro. Fu il primo aereo d'attacco al suolo costruito in grande serie nell'Unione Sovietica ed è ancora in prima linea.
Suchoj morì il 15 settembre 1975.

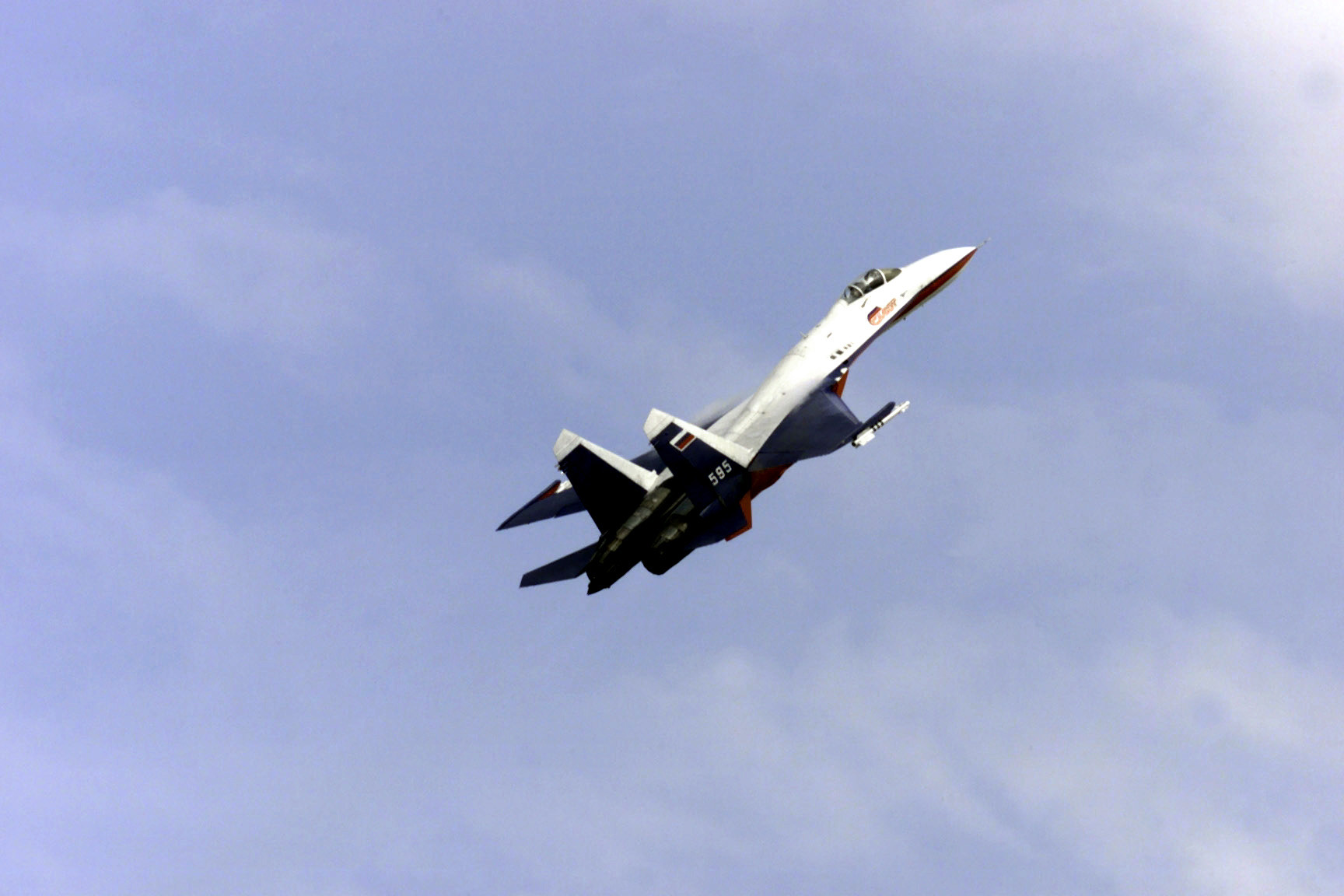
Un Su-27 Flanker B durante una dimostrazione acrobatica a Pordenone. L'apparecchio non è militare ma della Sukhoi, si può notare infatti l'assenza del sensore ad infrarossi.

Nel 1969, il Bureau iniziò lo sviluppo di un caccia di quarta generazione e nel 1977 il prototipo del Su-27 compì il suo primo volo. Negli anni seguenti la cellula del Su-27 fu impiegata per produrre numerose varianti, tra le quali il Su-47. Il Su-27 conquistò anche 27 primati mondiali.
L'esperienza acquisita dall'ufficio tecnico nei decenni di attività diedero anche la possibilità di costruire aerei acrobatici, il Su-26, il Su-29 ed il Su-31. Con questi apparecchi le squadre acrobatiche di URSS e Russia hanno vinto un totale di 330 medaglie (156 medaglie d'oro) in campionati mondiali ed europei.
Agli inizi degli anni novanta il design bureau iniziò a lavorare su progetti civili. Il 2001 vide il primo volo del S-80GP e del Su-38L.
La compagnia ha stretto nel 2007 accordi con Alenia Aeronautica per la costruzione di un aereo passeggeri regionale.
La compagnia ha sviluppato oltre 100 versioni di aeroplani, con oltre 10 000 apparecchi usciti di fabbrica ed oltre 2 000 esemplari esportati in 30 Paesi. Gli aerei di Suchoj hanno stabilito più di 50 primati mondiali.

## Aerei prodotti

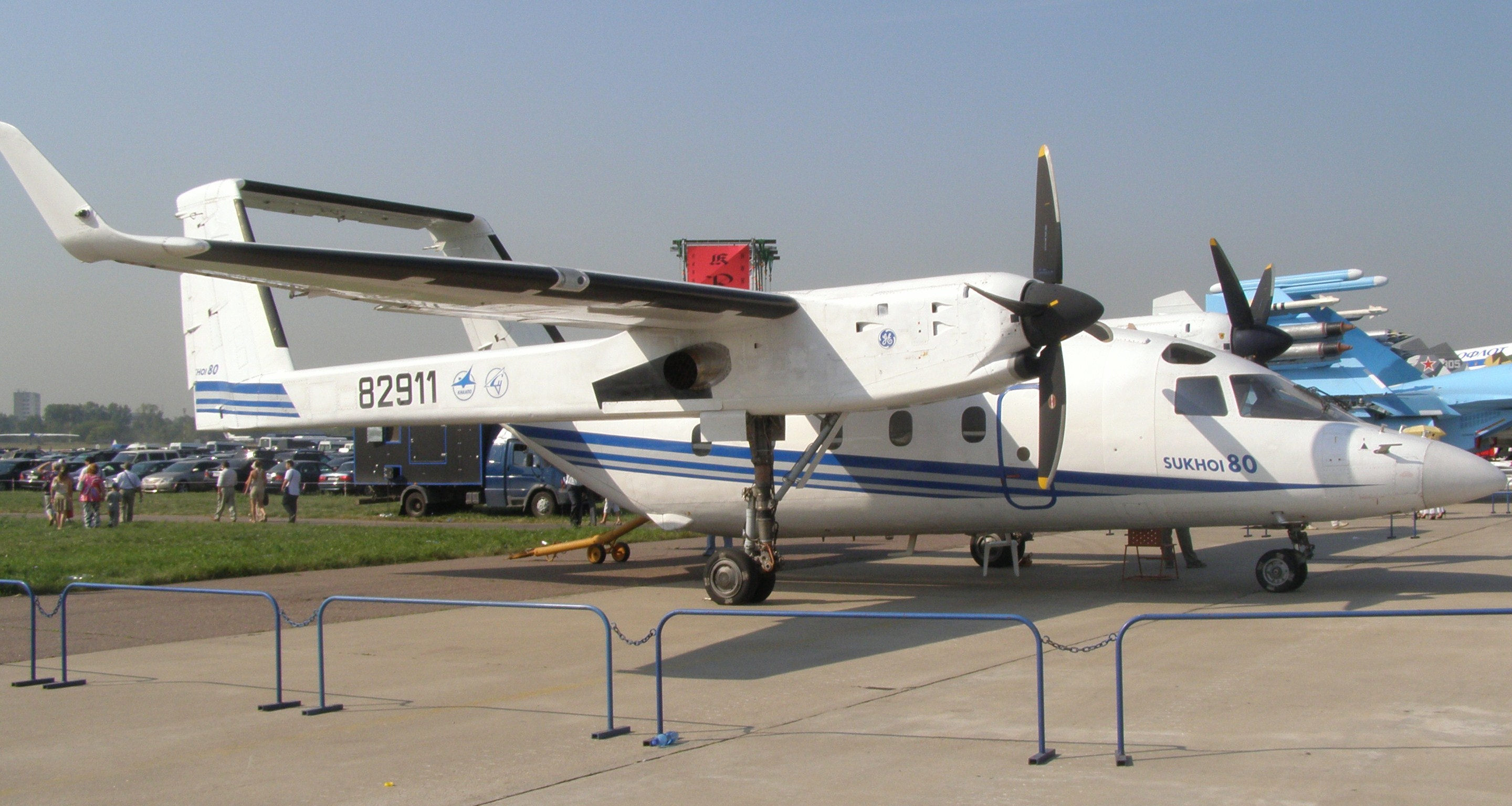
Il Sukhoi Su-80GP esposto al MAKS-2007.

Con la direttiva NKAP numero 704 del 9 dicembre 1940 del commissario del popolo per l'industria aeronautica, intitolata «О переименовании боевых самолетов», in italiano «sulla ridenominazione degli aerei da guerra», la designazione ufficiale degli aeromobili in Unione Sovietica veniva riorganizzata. Ogni apparecchio perciò, una volta entrato allo stadio di prototipo, accettato da una commissione apposita, veniva registrato con le prime due iniziali del cognome del capo dell'OKB (o meglio Главных конструкторов, del progettista principale) e da un numero progressivo, dispari per i caccia e pari per tutti gli altri apparecchi, anche se non mancano numerose eccezioni. Nel caso in cui i progettisti capo fossero stati più d'uno l'iniziale del progettista seguente era solo una. Questo in parte spiega il motivo per il quale molte sigle sono state riusate (Su-7, Su-9, Su-11, Su-15 e Su-17) e perché alcune sigle siano state saltate (Su-16, Su-18 e Su-23). Si veda a tal proposito la voce relativa alle sigle impiegate dalla V-VS.
| Nome | Ruolo | Anno di impostazione            |
| marzo 1925 - Sukhoj lavora allo TsAGI sotto la direzione di Tupolev                                                 | |                                 |
| ANT-5 | Prototipo di caccia intercettore monoposto a pistoni (I-4)                                                                                          | 1925                            |
| I-4 | Caccia intercettore monoposto a pistoni | 1928                            |
| ANT-13 | Prototipo di caccia intercettore monoposto a pistoni (I-8)                                                                                          | 1928                            |
| I-8 | Caccia intercettore monoposto a pistoni | 1928                            |
| ANT-29 | Prototipo di caccia biposto a pistoni (DIP) | 1930                            |
| DIP | Caccia biposto a pistoni | 1931                            |
| I-4bis | Caccia intercettore monoposto a pistoni | 1931                            |
| RD o ANT-25 | Aeroplano monoposto a pistoni da primato | 1932                            |
| ANT-31 | Prototipo di caccia monoposto a pistoni (I-14) | 1932                            |
| I-14bis | Prototipo di caccia monoposto a pistoni (I-14) | 1932                            |
| I-14 | Caccia monoposto a pistoni | 1932                            |
| ANT-37 o DB-2 | Bombardiere a lungo raggio | 1935                            |
| ANT-37bis Rodina | Aeroplano a pistoni da primato | 1936                            |
| SZ Ivanov o ANT-51                                                                                                  | Prototipo di bombardiere d'attacco biposto a pistoni (Su-2)                                                                                         | 1937                            |
| ShB | Prototipo di bombardiere d'attacco biposto a pistoni (Su-2)                                                                                         | 1938                            |
| 29 luglio 1939 - nascita dell'ufficio tecnico                                                                       | |                                 |
| Su-1 o I-330 o I-135                                                                                                | Prototipo di caccia intercettore monoposto a pistoni                                                                                                | luglio 1939                     |
| Su-2 o BB, BB-1, BB-2 e BB-3                                                                                        | Cacciabombardiere anticarro biposto a pistoni Sviluppo dello SZ (Stanlinskoye Zadanye, assegnamento di Stalin)                                      | 1940                            |
| IOP | Caccia monoplano bimotore a pistoni | 1940                            |
| Su-3 o I-360 | Caccia intercettore monoposto (secondo prototipo del Su-1)                                                                                          | 1941                            |
| Su-4 | Cacciabombardiere anticarro biposto a pistoni | 1941                            |
| I-2 e I-2M | Progetto di un caccia biposto bimotore a pistoni | 1942                            |
| - | Progetto di un caccia monoposto a reazione | 1942                            |
| Su-5 o I-107 | Prototipo di caccia monoposto a propulsione mista                                                                                                   | febbraio 1944                   |
| Su-6 o A, SA e S2A                                                                                                  | Caccia da attacco al suolo monoposto (S2A biposto) a pistoni                                                                                        | 1940                            |
| Su-7 (designazione riusata)                                                                                         | Cacciabombardiere intercettore monoposto a pistoni                                                                                                  | 1944                            |
| Su-8 o DDBSh | Caccia d'attacco a lungo raggio biposto | 1942                            |
| UTB-2 | Bombardiere addestratore a quattro posti (Tupolev Tu-2)                                                                                             | 1946                            |
| Su-9 (designazione riusata) o K                                                                                     | Caccia intercettore di prima linea bimotore a getto                                                                                                 | 1944                            |
| Su-10 o E | Bombardiere tattico | 1946                            |
| Su-11 (designazione riusata) o LK                                                                                   | Caccia intercettore di prima linea bimotore a reazione                                                                                              | 1946                            |
| N | Aereo d'attacco (progetto) | 1948                            |
| VK-2 | Caccia scorta (progetto) | 1948                            |
| Su-12 o RK | Ricognitore d'artiglieria bimotore a pistoni | agosto 1947                     |
| Su-13 o TK | Caccia intercettore monoposto bimotore a getto (progetto)                                                                                           | 1947                            |
| Su-14 | Caccia monoposto bimotore a reazione | 1949                            |
| Su-15 (designazione riusata) o P                                                                                    | Caccia intercettore ognitempo monoposto bimotore a reazione                                                                                         | 1947                            |
| Su-17 (designazione riusata) o R                                                                                    | Caccia intercettore ognitempo monoposto a reazione                                                                                                  | 1948                            |
| novembre 1949 - l'ufficio tecnico viene chiuso per ordine di Stalin aprile 1953 - l'ufficio tecnico viene rifondato | |                                 |
| S-1 e S-2 | Prototipo di caccia monoposto a reazione (Su-7) | 1953                            |
| S-3 | Prototipo di caccia intercettore monoposto a reazione                                                                                               | 1953                            |
| Su-7 (Fitter) | Cacciabombardiere monoposto a reazione | 1953                            |
| T-1, T-3, T-5, PT-7, PT-8 e PT-9                                                                                    | Prototipo di caccia ognitempo monoposto a reazione (Su-9)                                                                                           | 1953                            |
| Su-9 (Fishpot) | Caccia ognitempo monoposto a reazione | 1953                            |
| P-1 e P-2 | Prototipo di caccia intercettore ognitempo monoposto a reazione                                                                                     | 1955                            |
| T-49 | Prototipo di caccia intercettore ognitempo monoposto a reazione                                                                                     | 1958                            |
| T-58, T-58D, T-58L e T-58VD                                                                                         | Prototipo di caccia intercettore ognitempo monoposto a reazione                                                                                     | 1958                            |
| T-59 | Prototipo di caccia intercettore ognitempo monoposto a reazione                                                                                     | 1958                            |
| Su-11 (Fishpot) | Caccia ognitempo monoposto | 1959                            |
| T-37 | Prototipo di caccia intercettore ognitempo monoposto a reazione                                                                                     | 1959                            |
| Su-15 (Flagon) | Caccia intercettore ognitempo monoposto bimotore a reazione                                                                                         | 1962                            |
| Su-17 (Fitter) | Cacciabombardiere monoposto a reazione | 1970                            |
| Su-20 (Fitter) | Cacciabombardiere monoposto a reazione | 1970                            |
| Su-19 | Progetto di un intercettore avanzato | 1972                            |
| T-4 o 100 o Sotka, centesimo (Ram H)                                                                                | Prototipo sperimentale biposto quadrimotore a reazione                                                                                              | 1972                            |
| Su-21 | Denominazione riservata al Su-17M4, ma mai applicata (spesso denominazione erroneamente attribuita dagli occidentali agli ultimi modelli del Su-15) | 1969                            |
| Su-22 (Fitter) | Cacciabombardiere monoposto a reazione | 1973                            |
| Su-24 (Fencer) | Cacciabombardiere biposto bimotore a reazione | 1973                            |
| Su-25 Grach (Frogfoot)                                                                                              | Cacciabombardiere anticarro monoposto bimotore a reazione                                                                                           | 1978                            |
| Su-26 | Aereo acrobatico monoposto a pistoni | 1983                            |
| Su-27 Zhuravlik (Flanker)                                                                                           | Caccia intercettore monoposto bimotore a reazione                                                                                                   | 1975                            |
| Su-28 (Frogfoot) | Addestratore anticarro biposto bimotore a reazione                                                                                                  | 1987                            |
| Su-29 | Aereo acrobatico biposto a pistoni | 1991                            |
| Su-30 (Flanker C)                                                                                                   | Caccia intercettore biposto bimotore a reazione | 1988                            |
| Su-31 | Aereo acrobatico monoposto a pistoni | 1989                            |
| Su-32 | Bombardiere tattico biposto bimotore a reazione | 1989                            |
| Su-33 (Naval Flanker o Flanker D)                                                                                   | Caccia intercettore monoposto bimotore a reazione imbarcato                                                                                         | 1989                            |
| Su-34 Platypus (Fullback)                                                                                           | Cacciabombardiere tattico biposto bimotore a reazione                                                                                               | 1994                            |
| Su-35 (Flanker E)                                                                                                   | Caccia tattico multiruolo monoposto bimotore a reazione                                                                                             | 1998                            |
| Su-37 (Super Flanker o Flanker F)                                                                                   | Caccia intercettore monoposto bimotore a reazione                                                                                                   | 1996                            |
| Su-39 (Frogfoot) | Caccia d'attacco monoposto bimotore a reazione |                                 |
| Su-47 o Su-47 Berkut                                                                                                | Prototipo di caccia intercettore multiruolo monoposto bimotore a reazione                                                                           | 1999                            |
| Sukhoi-Gulfstream S-21                                                                                              | Getto supersonico passeggeri |                                 |
| S-80 | Aereo STOL bimotore |                                 |
| Sukhoi Superjet 100                                                                                                 | Aereo passeggeri bimotore a reazione | 2007                            |
| Su-57 | caccia di 5ª generazione | 2010                            |
| Su-75 | caccia di 5ª generazione | Annullato per mancanza di fondi |

## Loghi della società
Nel corso della sua attività l'ufficio tecnico ha apposto vari loghi sui propri apparecchi. I più famosi sono:
|  | Logo della Sukhoi Company, società per azioni |
|  | Vecchio logo del Sukhoi Design Bureau e del Sukhoi Civil Aircraft, ora società per azioni controllate da Sukhoi Company. Il logo è formato dalle lettere cirilliche Су, Su in caratteri latini.                                    |
|  | Logo del Sukhoi OKB. Rappresenta un arciere, somigliante ad Il'ja Muromec, nell'atto di scoccare una freccia, la cui sagoma è simile a quella di un aeroplano. In alcuni casi è integrato da una stella rossa in basso a sinistra. |

### Annotazioni
1. ↑  La denominazione del "costruttore" risulta scritta in modo diverso da quella del "progettista" poiché nel secondo caso la traslitterazione del cognome è effettuata secondo il sistema della traslitterazione scientifica, impiegato come standard convenzionale nelle pagine di Wikipedia in lingua italiana
2. ↑  Центральный Аэрогидродинамический Институт, Istituto di aeroidrodinamica centrale.
3. ↑  I è la sigla che identifica un истребитель - istrebitel’ -, in russo aereo da caccia
4. ↑  НКАП, Народный комиссариат авиационной промышленности, grossomodo equivalente ad un «Ministero dell'Aeronautica».

### Fonti
1. 1 2 3   Sukhoi annual financial 2011 report (in Russian) (PDF), su sukhoi.org. URL consultato il 12 gennaio 2015 (archiviato dall'url originale il 24 settembre 2015).
2. ↑  "Contacts :  Sukhoi Company (JSC) Archiviato il 31 agosto 2011 in Internet Archive.." Sukhoi. Retrieved on 17 December 2010. "23B, Polikarpov str., Moscow, 125284, Russia, p/b 604." (Direct link to map Archiviato il 29 settembre 2011 in Internet Archive.) – Address in Russian Archiviato il 29 agosto 2011 in Internet Archive.: "125284, Россия, Москва, ул. Поликарпова д. 23Б, а/я 604" (Direct link to Russian map Archiviato il 29 settembre 2011 in Internet Archive.)
3. ↑  "Russian Aircraft Industry Seeks Revival Through Merger Archiviato il 7 novembre 2015 in Internet Archive.." The New York Times. February 22, 2006.
4. ↑  www.sukhoi.org Archiviato il 7 febbraio 2014 in Internet Archive..